# Episodi di Oz (quarta stagione)
La quarta stagione della  serie televisiva Oz, composta da sedici episodi, è stata trasmessa sul canale statunitense HBO in due parti separate: la prima metà della stagione è andata in onda dal 12 luglio al 30 agosto 2000, mentre la seconda metà è andata in onda dal 7 gennaio al 25 febbraio 2001.
In Italia, la stagione è andata in onda in prima visione su TELE+ Bianco dal 13 settembre al 27 dicembre 2001.
| nº            | Titolo originale       | Titolo italiano           | Prima TV USA     | Prima TV Italia   |
| Prima parte   | Prima parte            | Prima parte               | Prima parte      | Prima parte       |
| ------------- | ---------------------- | ------------------------- | ---------------- | ----------------- |
| 1             | A Cock and Balls Story | Uno con le palle          | 12 luglio 2000   | 13 settembre 2001 |
| 2             | Obituaries             | Necrologi                 | 19 luglio 2000   | 20 settembre 2001 |
| 3             | Bill of Wrongs         | Il conto da pagare        | 26 luglio 2000   | 27 settembre 2001 |
| 4             | Works of Mercy         | Pietà                     | 2 agosto 2000    | 4 ottobre 2001    |
| 5             | Gray Matter            | Materia grigia            | 9 agosto 2000    | 11 ottobre 2001   |
| 6             | A Word to the Wise     | A proposito di saggezza   | 16 agosto 2000   | 18 ottobre 2001   |
| 7             | A Town Without Pity    | Piccolo mondo spietato    | 23 agosto 2000   | 25 ottobre 2001   |
| 8             | You Bet Your Life      | Puoi giocarci la vita     | 30 agosto 2000   | 1º novembre 2001  |
| Seconda parte |                        |                           |                  |                   |
| 9             | Medium Rare            | Medium in gabbia          | 7 gennaio 2001   | 8 novembre 2001   |
| 10            | Conversions            | Clandestini a Oz          | 14 gennaio 2001  | 15 novembre 2001  |
| 11            | Revenge is Sweet       | Dolce vendetta            | 21 gennaio 2001  | 22 novembre 2001  |
| 12            | Cuts Like A Knife      | Affilato come un coltello | 28 gennaio 2001  | 29 novembre 2001  |
| 13            | Blizzard of '01        | La bufera del 2001        | 4 febbraio 2001  | 6 dicembre 2001   |
| 14            | Orpheus Descending     | La discesa di Orfeo       | 11 febbraio 2001 | 13 dicembre 2001  |
| 15            | Even the Score         | Pareggiare il conto       | 18 febbraio 2001 | 20 dicembre 2001  |
| 16            | Famous Last Words      | Le ultime parole famose   | 25 febbraio 2001 | 27 dicembre 2001  |

## Uno con le palle
- Titolo originale: A Cock and Balls Story
- Diretto da: Adam Bernstein
- Scritto da: Tom Fontana

### Trama
Dopo due settimane di confino i detenuti possono uscire di nuovo. A Khan vengono spenti i macchinari che lo tenevano ancora in vita e Arif prende il comando dei musulmani. Cyril si sente in colpa per la morte di Khan e per l'omicidio Preston, marito della Nathan. Sorella Peter Marie organizza un incontro tra i due fratelli 'O'Reily, la dottoressa Nathan e i genitori di Preston, ma inizialmente Gloria rifiuta. Durante la ricreazione per gli isolati William Giles ascolta una conversazione tra Alvarez e un altro detenuto, Bevilacqua: il latino sa che è stato Bevilacqua a violentare la figlia di Glynn, e non Ricardo come aveva detto al direttore. Giles pugnala entrambi, uccidendo Bevilacqua e ferendo Alvarez. Beecher continua a cercare il perdono di Schillinger, offrendosi di trovare il figlio rimasto in vita, Hank. Questo va contro il parere di Keller e fa litigare violentemente i due. Bellinger torna nel braccio della morte per aver abortito in circostanze sospette. La segretaria del partito di Devlin, offre al direttore un posto come Vice-Governatore. McManus è distrutto dalla notizia che Diane, sposerà una guardia reale incontrata a Londra, e non farà ritorno a Oz. Tre nuovi detenuti fanno il loro ingresso a Oz:  Johnny Basil, nome in incognito Desmond Mobay, un poliziotto infiltrato da Glynn per indagare sul traffico di droga; Ralph Galino, un imprenditore italoamericano che rigetta l'amicizia con Pancamo e nasconde un cellulare tra i suoi effetti personali; e infine Guillaume Tarrant, un francese dal carattere timido e remissivo che viene deriso e sottomesso sin da subito da Wangler e gli altri zombie. Un giorno Adebisi gli fa trovare nel letto la pistola che l'ex A.C. Hughes aveva dato a lui. All'ennesima prepotenza Tarrant tira fuori la pistola, sparando all'impazzata e uccidendo una guardia, Pierce, Wangler e ferendo in modo grave Keller. Quando le forze speciali entrano a 'Em City, Tarrant rivolge la pistola contro se stesso e si suicida davanti alla cella di un soddisfatto Adebisi, pronto ad incominciare la sua scalata al potere.

## Necrologi
- Titolo originale: Obituaries
- Diretto da: Kenneth Fink
- Scritto da: Tom Fontana

### Trama
Dopo la sparatoria la posizione, già precaria, di McManus si indebolisce a tal punto da costringere Glynn a licenziarlo, anche per rafforzare la sua candidatura come vice governatore.
Beecher afferma di continuare ad amare Keller, anche se Said gli ricorda che per la religione musulmana l'omosessualità è peccato. Intanto Schillinger, sempre grazie a Beecher che lo ha pagato, riceva la visita del figlio Hank. Basil riceve la visita della moglie: quando Hill, discutendo con "Mobay", afferma che la donna (in realtà una poliziotta sotto copertura) le sembra familiare, Basil le telefona, avvertendo il pericolo di venire scoperto. Patricia Ross fa di nuovo visita a Said, affermando apertamente di essere attratta da lui. Nel processo contro lo Stato a seguito della rivolta del '97, Said rifiuta di presentarsi di fronte alla corte con la tuta arancione. Beecher, che pensa che Said speri in un verdetto negativo per continuare la sua opposizione al sistema, prende il posto del Musulmano, andando a testimoniare al suo posto. Jason Cramer scopre che il suo processo potrebbe essere stato influenzato da un giudice omofobo e chiede anch'egli l'aiuto di Said, reticente per via di come vengono visti i gay dall'islamismo. Ryan O'Reily viene a scoprire dal fratello che Stanislofsky ha rubato a Galino il suo cellulare. O'Reily tenta di rubarglielo a sua volta, ma non trovandolo, va a dire a Galino che Nikolai glielo ha rubato. Alla richiesta di Galino ri restituirglielo, Stanislofsky incarica Jaz Hoyt di farlo fuori. I Latinos continuano nei tentativi di omicidio di Alvarez, ma una notte Miguel scompare: è scappato insieme a Busmalis, che nel frattempo aveva scavato un nuovo tunnel vicino l'infermeria.

## Il conto da pagare

Supreme Allah nella quarta stagione

- Titolo originale: Bill of Wrongs
- Diretto da: Goran Gajić
- Scritto da: Tom Fontana

### Trama
Busmalis viene catturato e torna ad Oz, mentre Alvarez è ancora latitante. Un nuovo latino arriva ad Oz, il sofisticato gangster Enrique Morales: vedendo in lui un socio migliore dell'ormai instabile Hernandez, Pancamo gli suggerisce di eliminare il capo di El Norte. Per il delitto Morales incarica l'insospettabile Rebadow, che dopo essere stato trasferito nella cella di El Cid lo uccide nel sonno dopo una colluttazione, permettendo al nuovo venuto di prendere il controllo dei latinos alleandosi con Pancamo e Adebisi. Prima di morire però Hernandez aveva svelato a Glynn che Hughes gli aveva dato la pistola (omettendo però il coinvolgimento di Adebisi) e Hughes conferma, costringendo il direttore a metterlo agli arresti. Glynn è anche impegnato nella campagna come vicegovernatore e decide di assumere un capo unità di colore per avere i favori della comunità afroamericana. Basil comincia a far uso di droghe per convincere i vari capi a dargli fiducia. Bellinger confessa a suo marito che sua figlia è nata dal rapporto incestuoso avuto col padre. Said da l'addio a Tricia Ross, che si sta per trasferire in California, e riesce a far ottenere un nuovo processo a Cramer. Dopo un confronto poco fruttuoso tra gli O'Reily e la Nathan e i genitori di Preston, Gloria viene stuprata tornando a casa. Schillinger viene a sapere che è stato Beecher a organizzare gli incontri con suo figlio Hank, e pensando che sia un tentativo per manipolarlo, paga il figlio per rapire i figli di Beecher.

## Pietà
- Titolo originale: Works of Mercy
- Diretto da: Adam Bernstein
- Scritto da: Tom Fontana

### Trama
Le ricerche dei figli di Beecher sono in corso, e le cose peggiorano drammaticamente quando Hank Schillinger manda via posta una mano mozzata di uno dei bambini. Keller torna dall'ospedale e aver visto la morte da vicino sembra averlo cambiato. Dopo degli umiliati e dolori test di accettazione, Basil deve superare un'ultima prova per essere credibile agli occhi di Pancamo, Morales e Adebisi: uccidere qualcuno. Said lascia la difesa di Cramer perché lo crede comunque colpevole, tuttavia il verdetto viene ribaltato e il capo dei gay è libero. Nel Paradiso arriva un nuovo capo unità, l'afroamericano Martin Querns: esprimendo filosofie agli antipodi rispetto a McManus, il nuovo direttore dichiara di non voler rieducare i detenuti ma di volere che lo temano. Per questo successivamente Querns dice ad Adebisi che chiuderà un occhio sui giri di droga, necessari a suo modo di vedere per controllare i detenuti, ma non tollererà alcun tipo di violenza che possa metterlo in cattiva luce. McManus fa ritorno e Glynn lo assegna al Braccio B. La dottoressa Nathan torna a Oz, e convinta che O'Reily sia il responsabile del suo stupro, lo attacca sia verbalmente che fisicamente sotto gli occhi di Peter Marie. Più tardi O'Reily confesserà a Peter Marie che non ha alcun legame con quello che è successo alla dottoressa. L'esecuzione di Shirley Bellinger per impiccagione viene eseguita.

## Materia grigia
- Titolo originale: Gray Matter
- Diretto da: Brian Cox
- Scritto da: Tom Fontana

### Trama
Basil incontra un nuovo detenuto: Bruno Gergan, ex poliziotto con cui aveva collaborato e che lo riconosce subito. Sotto la minaccia di essere scoperto e col bisogno di uccidere qualcuno come ultima prova per entrare nel giro di droga, Basil gli tende una trappola e, con l'aiuto inconsapevole di Hill, lo uccide. Un nuovo detenuto musulmano, Supreme Allah, fa il suo ingresso, distaccandosi però sin da subito dagli altri Musulmani e anzi associandosi più ad Adebisi e compagni. Glynn, su suggerimento di Devlin, decide di utilizzare a suo vantaggio d'immagine lo stupro subito dalla figlia nella corsa alla carica di Vice-governatore. Querns decide di far trasferire gli ariani e i centauri in un altro braccio sostituendoli con alcuni detenuti afroamericani, come Leroy Tidd e Mondo Browne: la sua mossa successiva è promuovere Adebisi, Pancamo e Morales delegati dei detenuti. Questo crea forti tensioni tra il nuovo direttore e Murphy, che fiuta il pericolo di questa decisione. O'Reily incontra Patrick Keenan, responsabile dello stupro della Nathan, e riesce a impadronirsi del cellulare di Stanislofsky. L'omicidio di Hernandez ha reso Rebadow un uomo diverso, spingendolo a chiedere a Morales un nuovo omicidio. Beecher viene avvisato che suo figlio è stato ucciso. Informato dall'FBI, si pensa che il mandante del rapimento sia Keller. Beecher aggredisce Keller tentando di accoltellarlo. In realtà Schillinger ha pagato Eli Zabitz, un detenuto ex membro dell'FBI, per mentire a Beecher. Mukada però ottiene un confronto con Schillinger e gli chiede espressamente di lasciare libera la figlia e che Beecher, rintracciando Hank, voleva solo trovare un modo di porre fine all'odio fra i due. Schillinger ordina al figlio di riportare la bambina a casa.

## A proposito di saggezza
- Titolo originale: A Word to the Wise
- Diretto da: Keith Samples
- Scritto da: Tom Fontana

### Trama
Col via via più detenuti e guardie bianche trasferite in altri bracci e quelli di colore sempre più numerosi a Em City, Said comincia a intuire che c'è qualcosa che non va per il verso giusto ed espone tutte le sue perplessità a Querns. McManus porta le sue guardie di fiducia insieme a lui nel Braccio B mentre la Howell, paradossalmente, viene riassunta a Em City. Nathaniel Ginzburg, gravemente malato di Aids, ottiene l'anticipo della data della sua esecuzione per porre fine alle sue sofferenze, ma il giorno della sentenza viene trovato già senza vita steso sulla brandina. Basil non può più nascondere il fatto di essere diventato tossicodipendente e lo confessa a Sorelle Peter Marie. Beecher scopre che il vero mandante dei rapimenti è stato Schillinger visto che Hank è stato catturato e prova a riavvicinarsi a Keller, che questa volta lo respinge e taglia i ponti con lui, confessando oltretutto a Padre Mukada di essere stato con parecchi uomini prima di arrivare a Oz, e di averli uccisi per mettere a tacere voci sulla sua sessualità. Mukada lo invita a costituirsi alla Polizia se si sente davvero pentito. Rebadow sceglie come vittima proprio il caro compagno di cella Busmalis, ma viene fermato prima che porti a termine l'assassinio e spedito in buca. O'Reily è ancora tormentato dalla storia d'amore mai nata tra lui e la d.ssa Nathan e per dimostrare quanto la ami, uccide a sangue freddo in palestra il suo stupratore, Patrick Keenan, non prestando attenzione al fatto che Arif ha segretamente assistito al tutto. A seguito di tali eventi la dottoressa decide di lasciare il lavoro alla prigione senza promessa di tornare.

## Piccolo mondo spietato
- Titolo originale: A Town Without Pity
- Diretto da: J. Miller Tobin
- Scritto da: Tom Fontana

### Trama
O'Reily ha una relazione segreta con Claire Howell e approfitta della situazione per chiederle il favore di uccidere per lui Stanislofsky, con cui ha instaurato una faida per il possesso del cellulare: il russo viene fulminato mentre sta facendo il bagno in infermeria. Keller scopre che Zabitz è stato pagato da Schillinger per dare la falsa pista del rapimento a Beecher: quando sia lui che James Robson, inviato da Schillinger mettere a tacere Zabitz, attaccano l'informatore, quest'ultimo muore per la paura. Hank viene liberato grazie a un vizio di forma: Beecher, furibondo, dà incarico a Pancamo farlo rintracciare e uccidere dalla mafia. Rebadow esce dalla buca, solo per scoprire che i suoi problemi di aggressività sono causati da un tumore al cervello da operare con urgenza. Adebisi ottiene sempre più potere e fa rimuovere da Querns le varie gang del Paradiso sostituendole con afroamericani al suo servizio: quando Pancamo e Morales si accorgono di essere stati tagliati fuori dagli affari vengono presto trasferiti al Braccio B, rendendo il capo degli zombie il re della prigione. Accorgendosi di ciò e capendo che a Querns non è mai importato dei mussulmani, Arif decide di ritirarsi e di ripristinare il comando di Said, che escogitando un piano con McManus finge sottomissione ad Adebisi diventando un suo sottoposto. In una conferenza stampa in prigione alla presenza di Devlin e Glynn, Clayton Hughes fa il suo ingresso armato e fa fuoco sul governatore, ferendolo gravemente.

## Puoi giocarci la vita
- Titolo originale: You Bet Your Life
- Diretto da: Adam Bernstein
- Scritto da: Tom Fontana

### Trama
Dopo il tentato omicidio di Devlin da parte di Hughes, Glynn si ritira dalla corsa come vice-governatore. Basil viene scoperto da Hill e grazie alle sue parole capisce di aver superato il limite, costituendosi e mandando a monte l'operazione. Sorella Peter Marie ritrova se stessa e decide di continuare a vestire gli abiti da suora. Nel braccio della morte, Moses Deyell, riesce a scavare una buco tra la sua cella e quella del razzista Mark Miles facendolo fuori. Schillinger riceve la visita dalla moglie di Hank, che le confessa di essere incinta. Decisi a porre fine al regno di Adebisi, Keller e O'Reilly stringono alleanza e uccidono Nate Shemin, attuale fidanzato di Beecher: questo porta di nuovo la violenza in paradiso incrinando i rapporti tra Querns e Adebisi e portando la situazione nel braccio all'attenzione di Glynn. La mossa successiva è eliminare Mondo Browne dando la colpa a Supreme Allah, privando Adebisi dei suoi uomini migliori e costringendolo a sostituirli con Tidd e Poeta. Il colpo finale viene sferrato proprio dall'insospettabile Poeta, che stanco del suo capo suggerisce a Said di prelevare dalla cella di Adebisi i nastri su cui sono girati i festini sregolati perpetrati dagli zombie: in questo modo Glynn ha le prove per licenziare Querns e riassumere McManus come direttore del Paradiso. Sentendo l'altoparlante annunciata il suo trasferimento, Adebisi si scaglia contro Said (che precedentemente gli era stato indicato come traditore da Tidd) e prova ad ucciderlo: al termine di un teso scontro finale sotto gli occhi di tutti i detenuti a morire è il leader degli zombie, che crolla a terra con la gola tagliata.

## Medium in gabbia
- Titolo originale: Medium Rare
- Diretto da: Alex Zakrzewski
- Scritto da: Tom Fontana e Sunil Nayar (soggetto); Tom Fontana (sceneggiatura)

### Trama
6 mesi dopo la morte di Adebisi, una troupe televisiva, capitanata dalla giornalista Lisa Logan e dall'anchorman televisivo Jack Aldridge, arriva a Oz per uno speciale che documenti le condizioni di vita nella prigione e approfondire le ragioni nascoste dell'omicidio di Simon. Logan e la troupe intervistano Schillinger, Keller, Beecher con domande generiche e riprendono la prima giornata a Oz di un nuovo detenuto, Omar White. Aldridge poi, si addentra con domande più specifiche riguardo al caso Adebisi, facendo pressione a O'Reily e allo stesso Said, scagionato per aver commesso il delitto per legittima difesa. Preoccupati che possano mettere in luce aspetti scomodi della vicenda, come quella delle cassette, McManus, Glynn e gli agenti di custodia fanno muro, negando ogni evidenza, col direttore che, su sollecitazione di Querns, distrugge le videocassette. Il programma prevede che Aldridge, passi una notte in cella con un detenuto, la scelta ricade su White, che nel frattempo viene però portato in buca. L'uomo sceglie quindi Cyril O'Reily, che da adolescente era stato intervistato dall'uomo insieme a Ryan. Cyril parlando con lui nell'acquario, ha dei flash, ricordando effettivamente di averlo già visto, e convoglia su di lui la sua ira, ritenendolo responsabile in qualche modo, del cancro che ha portato via la madre. In un attacco di rabbia incontrollato comincia a percuotere violentemente il presentatore, prima che le forze speciali lo portino via con la forza. In seguito a questa brutta piega degli eventi, il programma viene cancellato e mai mandato in onda.

## Clandestini a Oz
- Titolo originale: Conversions
- Diretto da: Adam Bernstein
- Scritto da: Tom Fontana

### Trama
McManus introduce nuove regole a OZ, tra cui una gabbia nel bel mezzo della prigione dove mandare i prigionieri in isolamento. Miguel Alvarez torna in prigione, catturato al confine col Messico 6 mesi dopo l'evasione. Torna anche la Nathan che capisce di provare realmente qualcosa per O'Reily, che nel frattempo le ha confessato l'omicidio di Keenan. Glynn assume una nuova segretaria mentre la sua relazione finisce bruscamente in divorzio. Busmalis chiede all'assistente di Miss Sally di sposarlo e progetta un nuovo tunnel per scappare da lei. Leroy Tidd vuole convertirsi come musulmano, ma al rifiuto del diffidente Said, si propone a Schillinger per eliminarlo di persona. Schillinger trova in un nuovo pastore, Jeremiah Cloutier, una fonte di redenzione e pace. Beecher cerca di far ingelosire Keller, dormendo con Ronald Barlog, vecchio amico di Chris. Burr Redding fa il suo ingresso a OZ, personaggio violento e carismatico sin dal primo approccio, prende subito le redini degli zombi, e costituisce subito una minaccia per Morales e Pancamo. Il latino cerca di approfittare dell'arrivo temporaneo di alcuni immigrati cinesi per incastrare Redding ed eliminarlo. Alla fine il "leader" dei cinesi si rifiuta di far parte della cospirazione e viene ucciso da Morales. Nonostante ciò Morales riesce lo stesso a mettere in cattiva luce Redding, che viene ritenuto responsabile della brutta fine dell'asiatico, e messo in isolamento.

## Dolce vendetta
- Titolo originale: Revenge is Sweet
- Diretto da: Goran Gajić
- Scritto da: Tom Fontana

### Trama
Glynn accetta la proposta di Alvarez: tornare a Oz insieme agli altri detenuti, ma da spia intanto Morales gli ordina di far fuori Redding, come prova della sua fedeltà a El Norte. La Dr.ssa Nathan, su mandato della Weigart Corp. introduce a Oz un nuovo farmaco da testare, che provoca l'invecchiamento istantaneo e permette ai detenuti di uscire subito, invecchiati come se avessero scontato la pena nella sua intera durata; i fratelli O'Reily si offrono volontari. Jackson Vahue sta quasi per uscire con la libertà condizionata ma Augustus, che non lo considera più un modello di vita, informa la donna stuprata da Vahue, all'oscuro di ciò, e ciò fa sì che la richiesta di Vahue venga respinta. William Giles viene condannato a morte per l'omicidio di Bevilacqua. Leroy Tidd, che lavora in incognito per gli ariani, riesce a farsi accettare come musulmano da Said, che lo rinomina come Salah Yudin. Schillinger continua a voler cercare la pace interiore tramite Cloutier. Robson e Hoyt, preoccupati del cambiamento del loro capo, minacciano il reverendo, invitandolo a smetterla di avere contatti con Vern. Busmalis ha in programma di sposarsi con Norma Clark, ma la scoperta del suo nuovo tunnel (che lui stava tentando di chiudere) lo fa spedire in isolamento. Glynn fa trasferire Clayton Hughes nel braccio J, quella dei poliziotti corrotti, dove lo stesso Basil si trova. A Barlog viene offerta una sostanziosa riduzione di pena in cambio di informazioni riguardanti Keller e la modalità dei suoi omicidi a sfondo omofobo. Keller viene informato di ciò da Beecher e decide di mettere a tacere Barlog per sempre.

## Affilato come un coltello
- Titolo originale: Cuts Like A Knife
- Diretto da: Steve Buscemi
- Scritto da: Tom Fontana

### Trama
Alvarez è in un vicolo cieco: da spia per Glynn deve guadagnarsi la fiducia di Morales ma per far questo deve uccidere Redding, in più Guerra e un suo amico lo vogliono ancora morto per la vecchia faida con Hernandez. Alvarez decide di uccidere uno dei latinos con un coltello improvvisato e farsi quindi rispedire in isolamento dove imbratta le pareti della cella con le sue stesse feci. Rebadow parla al direttore e lo convince a far tornare Busmalis, che deve sposarsi con Norma. Cyril comincia a invecchiare: i suoi capelli si fanno bianchi, ma il processo viene sospeso quando uno dei biker muore per gli effetti collaterali del farmaco. Tidd ha l'opportunità di uccidere Said ma decide di non agire e risparmiarlo.  White decide di mettersi in mostra pugnalando McManus. Uno dei cinesi rifugiati parla con Jia Kenmin, lo sfruttatore che li aveva fatti fuggire in barca dalla Cina, e gli consiglia di uccidere Morales, per vendicarsi del compagno ucciso in precedenza dal latino. Supreme Allah viene fatto uscire dall'isolamento, contemporaneamente Redding confessa a Hill che è colpa di Supreme, che informò la Polizia, se ora si trova a Oz e per giunta su una sedia a rotelle. Padre Mukada scopre che molti detenuti si stanno convertendo al credo di "veri" Cristiani, professato da Cloutier, e ha un acceso dibattito col reverendo. Schillinger viene finalmente a sapere della morte del figlio Hank, e medita vendetta immediata nei confronti di Beecher, che di par suo, è talmente spaventato dall'idea delle ritorsioni verso la propria famiglia, che si sta per offrire in sacrificio all'ariano, quando Keller, in un atto d'altruismo, si autoaccusa dell'omicidio e viene trasferito in una prigione del Massachusetts (dove il crimine, portato a termine dagli uomini di Pancamo, si è consumato). Schillinger si tranquillizza e decide di non muoversi contro Beecher e famiglia.

## La bufera del 2001
- Titolo originale: Blizzard of '01
- Diretto da: Leslie Libman
- Scritto da: Tom Fontana

### Trama
Con l'arrivo di una bufera di neve, la dottoressa Nathan rischia di perdere la licenza medica a causa della somministrazione della pillola invecchiante risultata difettosa. O'Reily incontra Suzanne Fitzgerald, una donna che dice di essere sua madre. Hughes continua a causare problemi nell'Unità J. Il giorno del matrimonio tra Busmalis e la s.ra Clark, la donna non si presenta, lasciando Busmalis solo all'altare. Mukada e Cloutier hanno una disputa su chi riesca a salvare più anime, protestanti o cattolici, ma alla fine tornano sui propri passi e decidono che la convivenza pacifica di ogni chiesa è la cosa giusta per tutti. Carrie, moglie di Hank, riceve da Schillinger la notizia della morte di Hank, subito dopo ha le doglie e partorisce in carcere. Beecher potrebbe essere rilasciato con la condizionale ma viene coinvolto subito in una rissa col suo nuovo coinquilino, l'ex marine colonnello Edward Galson. Vahue decide di farla finita con la droga pensando al suo passato da sportivo. Redding pianifica gli omicidi di Pancamo, Morales e Supreme Allah, ma Hill, pentito, decide di confessare tutto a Murphy, che allerta le Forze Speciali e ordina la serrata. Nel braccio della morte Giles decide il metodo della lapidazione per l'esecuzione, ma la richiesta viene respinta perché ritenuta eccessivamente crudele. Robson decide di far fuori Said, incaricano un certo Carl Jenkins di farlo, ma al momento dell'attacco Tidd si frappone a mo' di scudo fra i due, ricevendo la coltellata fatale al posto di Said.

## La discesa di Orfeo
- Titolo originale: Orpheus Descending
- Diretto da: Gloria Muzio
- Scritto da: Tom Fontana, Sunil Nayar e Sean Whitesell

### Trama
McManus torna dall'ospedale e spinge Morales e Redding a stringere una tregua (almeno apparente). Redding allontana Hill dal gruppo, capendo che la serrata è partita a causa sua. Supreme Allah cerca quindi di portare Augustus dalla sua parte per convincerlo a far fuori Redding. Hughes compie il suo passo definitivo verso il baratro facendo fuori Johnny Basil per un futile litigio. Beecher parla con Keller al telefono, i due si salutano ma Keller lo invita a stare il più lontano possibile da lui per evitare altri guai. Schillinger viene a sapere a un detenuto che faceva il pappone che Carrie era una sua prostituta e il piccolo appena nato potrebbe non essere del suo stesso sangue. McManus sfida l'ex NBA Jackson Vahue a una partita 2 vs 2 a basket al meglio delle tre vittorie. Vahue si ritrova ad avere il modesto Busmalis come compagno mentre McManus un agente, ex giocatore all'università. Nonostante ciò Vahue fa valere la sua stazza e il talento da professionista e la prima vittoria va a lui e Busmalis. Moses viene trasferito in un ospedale per degli esami pre esecuzione perché ha deciso di donare gli organi, ma nel tragitto tenta di fuggire dal furgone in corsa e muore. In carcere arriva un terrorista che chiede asilo in USA, un certo Padraig Connelly, che rifiuta di stringere amicizia con Ryan O'Reily, ma presto si rende conto che rischia di restare a OZ per molto tempo. Intanto a seguito di un litigio Cyril colpisce con violenza Jia Kenmin, mandandolo in coma. Col rischio che il fratello venga inviato a un ospedale psichiatrico, Ryan chiede alla Dr.ssa Nathan se può farli scappare di prigione.

## Pareggiare il conto
- Titolo originale: Even the Score
- Diretto da: J. Miller Tobin
- Scritto da: Tom Fontana, Sunil Nayar e Sean Whitesell

### Trama
McManus insiste col voler aiutare White, anche se questo sembra un caso irrecuperabile. Beecher parla coi genitori di Kathy Rockwell, la bambina che aveva ucciso, che dicono di non volersi opporre alla possibile scarcerazione di Tobias. Hughes chiede a Glynn di essere giustiziato per l'omicidio di Basil, ma Glynn rifiuta. Said non riesce a trovare pace per l'omicidio di Tidd, e in un momento di furia incontrollata, pesta a sangue Robson che lo aveva provocato. Schillinger ha la conferma che Carrie era una prostituta e che la nipote potrebbe non essere sua. La seconda partita di basket vede il pareggio da parte di McManus e Brass anche grazie ad alcuni AC che avevano precedentemente infortunato Vahue. Intanto Brass viene invitato da uno scout a presentarsi nella sede dei Sacramento Kings in quanto potrebbe entrare a far parte della squadra, ma Morales, arrabbiato per le scommesse perse, ordina una finta rissa finalizzata all'attacco di Brass, a cui vengono tagliati entrambi i tendini d'achille. Redding scopre che Tug Daniels è un traditore che punta a eliminarlo e prendere il suo posto. Per questo motivo decide di farlo fuori. Devlin decide di sospendere l'esecuzione di Giles e di proibire i metodi di esecuzione crudeli che non siano l'iniezione letale o la sedia elettrica. Cloutier esclude Timmy Kirk dal gruppo per via delle violenze che sta mettendo in atto nei confronti di chi non vuole convertirsi. Ryan O'Reily corrompe Alvin Yood, nel braccio J, per infortunare gravemente la Howell, e tenerla lontano da Cyril, con il quale voleva intrattenere dei rapporti. Intanto sempre Ryan viene a conoscenza di un piano che Padraig Connelly sta mettendo in atto: progettare una bomba per far saltare in aria Emerald City.

## Le ultime parole famose
- Titolo originale: Famous Last Words
- Diretto da: Adam Bernstein
- Scritto da: Tom Fontana e Sean Whitesell

### Trama
Per cercare di tornare tra le grazie di Redding, Hill riesce a sapere che Supreme Allah è allergico alle uova: durante il pranzo fa si che ad Allah venga preparata una pietanza mortale che porta alla morte di Supreme per shock anafilattico. Morales intanto sopravvive a un tentativo di omicidio da parte di Galson (per conto di Redding), uccidendo in modo brutale il Colonnello. Cloutier perde il suo posto come capo della Chiesa Nuova e anche i suoi seguaci, come Kirk e Burns, si ribellano a lui. Nel tentativo di riavvicinarsi si offre di fare i lavori manuali assieme a loro ma questi gli tendono una trappola e, insieme a Hoyt e gli altri bikers, viene murato vivo dietro a un muro della cucina. Hughes riesce a ribellarsi e mettere fuori combattimento la guardia di turno e prendere il controllo dell'isolamento. Glynn si presenta per capire le intenzioni dell'uomo, assolutamente fuori controllo, ma Hughes tenta di accoltellarlo; nella ressa interviene un altro detenuto, Greg Penders, che uccide Hughes. McManus trova in Murphy il compagno per la partita decisiva di basket: i due, nonostante l'impegno, perdono malamente contro Vahue e Busmalis. Schillinger viene a sapere della possibilità che Beecher esca di prigione e tenta di impedirglielo, ma Beecher viene sorvegliato a vista fino al giorno dell'udienza. Beecher viene giudicato idoneo alla libertà condizionale ed è finalmente libero, nonostante i tentativi di Schillinger e Robson di farlo fuori fino all'ultimo. Lo vediamo passeggiare all'aperto insieme alla figlia e alla donna che le fa da avvocato, finalmente sereno. La mattina però un brusco risveglio: quello di Beecher era solo un sogno, la realtà lo vede ancora a Oz, la libertà gli è stata negata, per la gioia di Schillinger e Robson che tentano subito di importunare l'uomo, ricevendo in cambio la reazione di un insolitamente furioso Kareem Said, che li attacca e pugnala entrambi. Il piano di Connelly di far saltare in aria Emerald City è ultimato: la bomba improvvisata è pronta ad essere detonata, ma Ryan è pentito: capisce di amare davvero Gloria e che l'atto terrorista di Padraig, per quanto motivato  secondo lui da fini politici (all'uomo viene negato l'asilo negli USA e verrà rimpatriato in Gran Bretagna, dove dovrà subire un processo per i crimini compiuti in patria) non vale la vita di decine di persone innocenti. Tenta dunque di disinnescare la bomba invano, Padraig quindi lo raggiunge e la attiva, provocando il fuggi fuggi generale dell'intera prigione. Per pura fortuna la bomba non si attiva e l'uomo viene placcato dalle forze speciali. Purtroppo però destino vuole che un'esplosione ci sia comunque: in cucina Ryan aveva dimenticato il gas acceso: quando una guardia che fa il turno di notte tenta di accendere una sigaretta, il disastro è fatto.